# Vahana

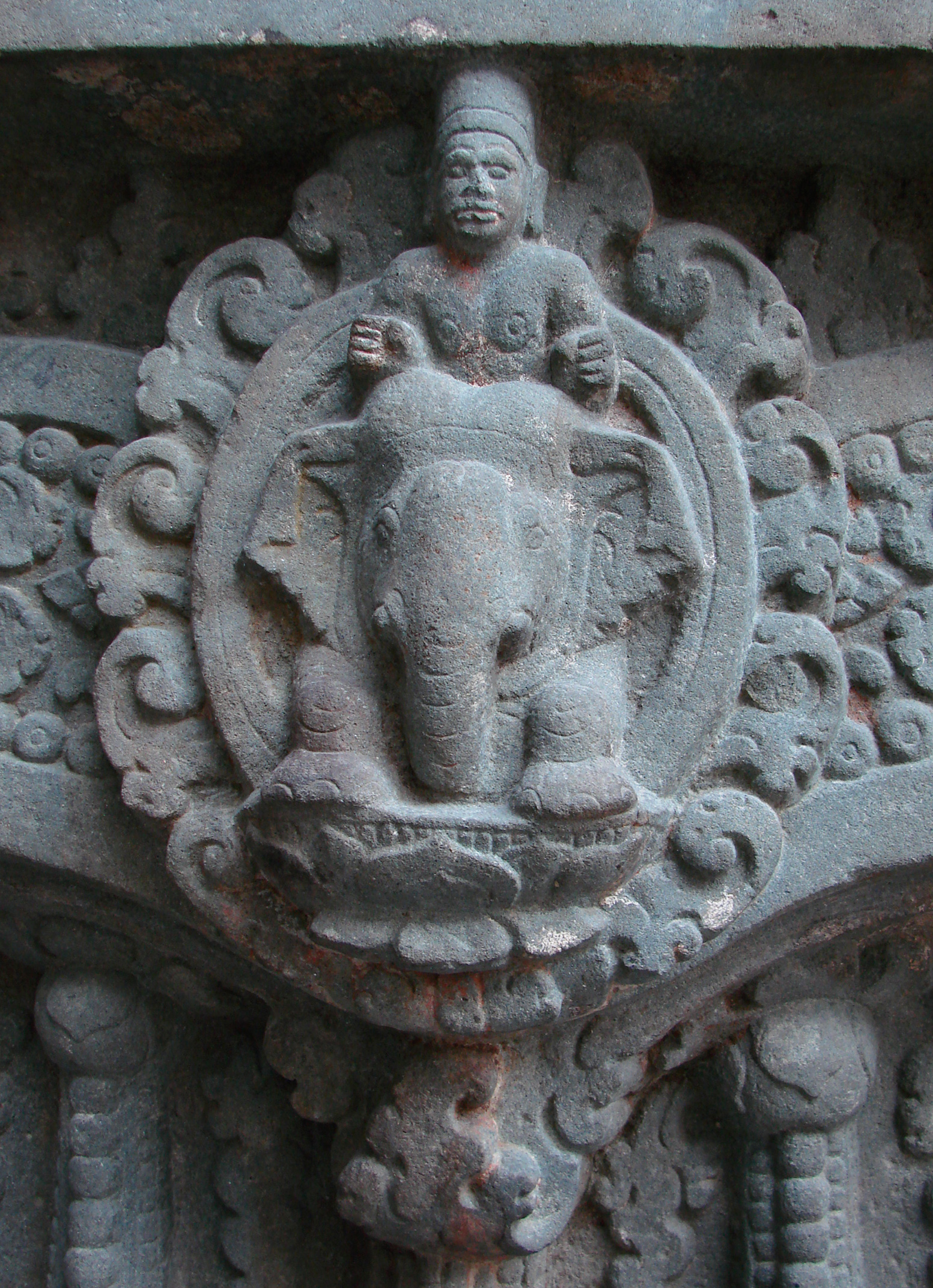
Indra auf dem Elefanten Airavata

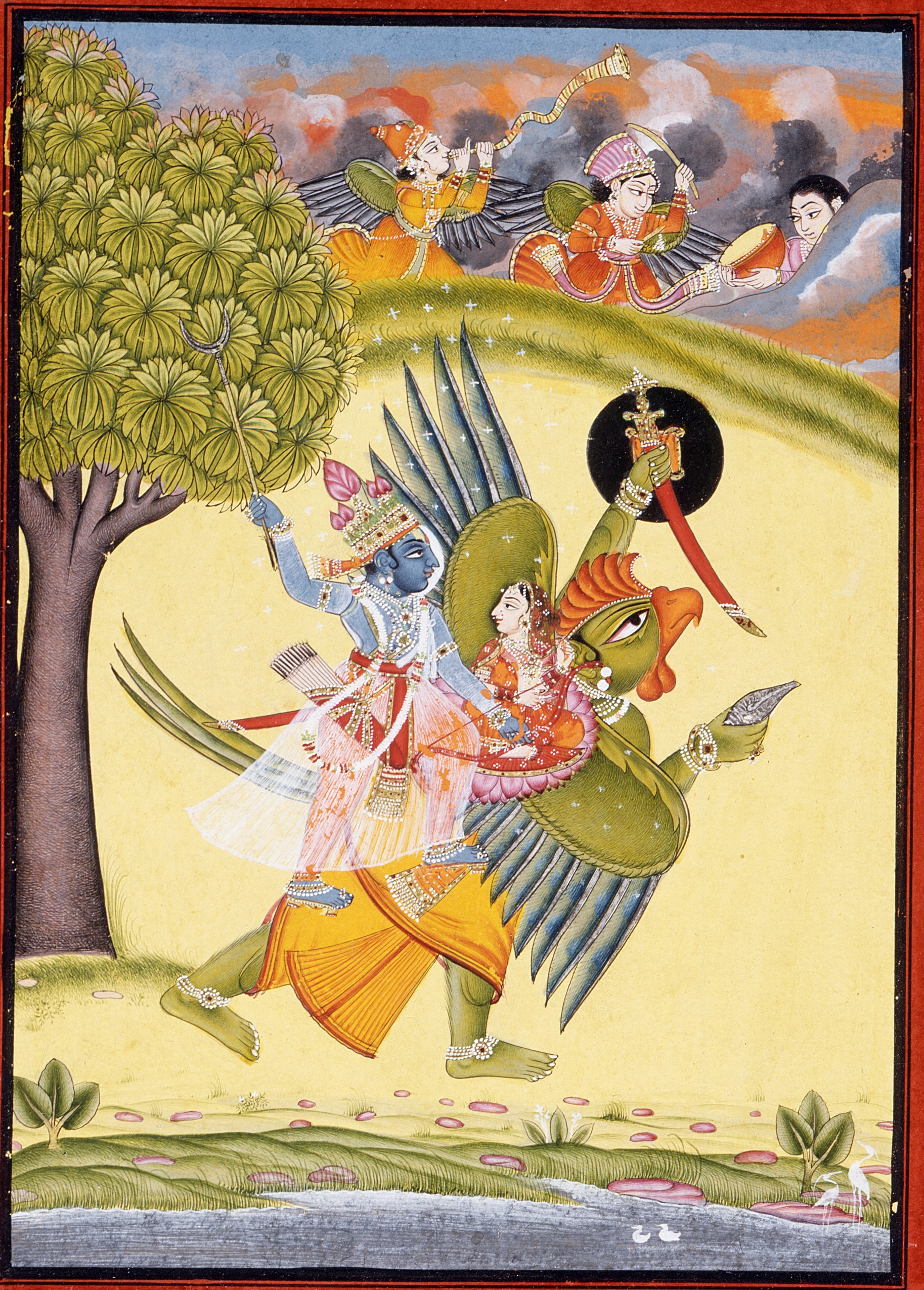
Garuda mit Vishnu und Lakshmi

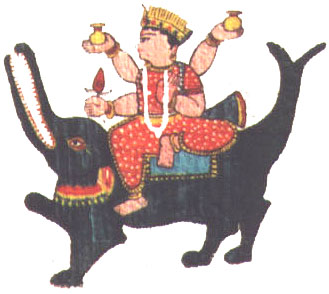
Die Flussgöttin Ganga auf dem Makara

Vahana (Sanskrit: वाहन vāhana n. „Zugtier, Wagen, Fahrzeug“) bezeichnet im Hinduismus das Reittier einer bestimmten Gottheit und ist auch ein typisches Erkennungszeichen derselben. Einige dieser Tiere haben einen Namen und einen persönlichen Charakter, wie der Adler Garuda oder der Stier Nandi, andere sind nur Tiere, ohne weitere mythologische Anbindung. Einige dieser Vahanas sind auch Fabelwesen. In der Mythologie stellen die entsprechenden Tiere oft eine Verkörperung der Gottheit dar, so kann Nandi auch Shiva selbst verkörpern, oder Vishnu manifestiert sich als Garuda.

## Gottheiten und zugehörige Vahanas
- Aditi: Hahn
- Agni: Widder oder Ziege
- Annapurna: Lotus
- Brahma: Lotus, weißer Schwan, oder Gans (Hamsa)
- Dhumavati: unbespannter Wagen, Geier oder Krähe
- Durga: Tiger oder Löwe
- Ganga: Makara
- Ganesha: Maus
- Indra: der weiße Elefant Airavata oder weißes Pferd
- Kali: Eule
- Kalki: weißes Pferd
- Kama: Papagei oder Spatz
- Kubera: Widder, gebückter Brahmane oder Elefant
- Lakshmi: Eule (Elefant beigeordnet)
- Manasa: Schlange oder Schwan
- Minakshi: Fisch
- Nirriti: Esel
- Rudra: Stier
- Parvati: Löwe oder Tiger
- Sarasvati: Pfau, Lotus, weißer Schwan oder Gans
- Shashthi: schwarze Katze
- Shitala: Esel
- Shiva: der weiße Buckelstier Nandi
- Skanda: Pfau
- Varuna: Makara
- Vayu: Antilope
- Vishnu: Lotus oder der Adlermensch Garuda
- Yama: schwarzer Büffel (Mahisha)
- Yamuna: Schildkröte (Makara)

## Vahanas als eigenständige mythische Wesen
Einige Vahanas sind zum Teil eigenständige mythische Wesen oder haben zumindest einen individuellen Namen:
- Airavata, der Elefant des Indra.
- Garuda, der Adler des Vishnu.
- Makara, Schildkröte der Gottheiten Yamuna und Varuna
- Nandi, der Stier des Shiva.
- Shesha, die Schlange des Narayana.